# Torneio Internacional do Rio de Janeiro
O Torneio Internacional do Rio de Janeiro ou ainda Troféu Internacional do Rio de Janeiro são nomes genéricos de 8 torneios diferentes disputados entre 1953 e 1973 entre clubes e seleções.
Já participaram nesses torneios grandes clubes como: Atlético de Madrid, Peñarol, Benfica, Boca Juniors, Independiente, Racing, Flamengo, Vasco, Fluminense e Palmeiras. E seleções como: Seleção da Alemanha Oriental, Seleção Paraguaia e Seleção Romena.    
O maior vencedor dessas competições foi o Flamengo, com 4 títulos.

## Edições
| Edição | Ano   | Campeão    | Vice-campeão   | 3º Colocado                                       | Nome do Torneio                                            |
| I      | 1953  | Vasco      | Flamengo       | Boca Juniors                                      | Quadrangular Internacional do Rio de Janeiro               |
| II     | 1954  | Flamengo   | Fluminense     | La Coruña                                         | Torneio Triangular Internacional do Rio de Janeiro de 1954 |
| III    | 1955  | Flamengo   | Independiente  | Vasco                                             | Torneio Internacional Gilberto Cardoso 1955                |
| IV     | 1965  | Vasco      | Flamengo       | Seleção da Alemanha Oriental / Atlético de Madrid | Troféu Quarto Centenário da Cidade do Rio de Janeiro       |
| V      | 1965* | Palmeiras  | Peñarol        | Fluminense                                        | Torneio do IV Centenário do Rio de Janeiro de 1965         |
| VI     | 1970  | Flamengo   | Seleção Romena | Vasco                                             | Torneio Internacional do Rio de Janeiro                    |
| VII    | 1972  | Flamengo   | Benfica        | Vasco                                             | Torneio Internacional do Rio de Janeiro de 1972            |
| VIII   | 1973  | Fluminense | Vasco          | Argentinos Juniors                                | Torneio Internacional de Verão do Rio de Janeiro de 1973   |

(*) Foram disputados dois torneios com o mesmo nome em 1965

## Países que já participaram
| País      | Número de edições                                    |
| Brasil    | 8 (1953, 1954, 1955, 1965*, 1965*, 1970, 1972, 1973) |
| Argentina | 4 (1953, 1955, 1970, 1973)                           |
| Espanha   | 2 (1954, 1965*)                                      |
| Alemanha  | 1 (1965)                                             |
| Uruguai   | 1 (1965*)                                            |
| Paraguai  | 1 (1965*)                                            |
| Romênia   | 1 (1970)                                             |
| Portugal  | 1 (1972)                                             |

## Campeões
| Campeão    | Títulos                     |
| Flamengo   | 4 (1954, 1955, 1970 e 1972) |
| Vasco      | 2 (1953 e 1965*)            |
| Palmeiras  | 1 (1965*)                   |
| Fluminense | 1 (1973)                    |